# Rio Jaguarizinho
O rio Jaguarizinho é um rio brasileiro do estado do Rio Grande do Sul e o principal afluente do rio Jaguari.